# NGC 7760
NGC 7760 (другие обозначения — PGC 72512, UGC 12794, MCG 5-56-8, ZWG 498.14, KARA 1042) — галактика в созвездии Пегас.
Этот объект входит в число перечисленных в оригинальной редакции «Нового общего каталога».